# جورج لوتز
جورج لوتز (بالفرنسية: Georges Lutz)‏ هو دراج فرنسي، ولد في 3 نوفمبر 1884 في باريس في فرنسا، وتوفي في 31 يناير 1915.

## وصلات خارجية
- جورج لوتز على موقع أوليمبيديا (الإنجليزية)